# ديون بيريرا
ديون بيريرا (بالإنجليزية: Dion Pereira) (25 مارس 1999 بواتفورد في المملكة المتحدة - ) هو لاعب كرة قدم بريطاني في مركز الوسط.

## وصلات خارجية
- ديون بيريرا على موقع الدوري الأمريكي (الإنجليزية)
- ديون بيريرا على موقع قاعدة بيانات كرة القدم.إي يو (الإنجليزية)
- ديون بيريرا على موقع ناشيونال فوتبول تيمز (الإنجليزية)
- ديون بيريرا على موقع Soccerbase.com (لاعب) (الإنجليزية)
- ديون بيريرا على موقع Soccerway.com (الإنجليزية)
- ديون بيريرا على موقع عالم كرة القدم.نت (الإنجليزية)